# لونگویل (لوئیزیانا)
لونگویل (به انگلیسی: Longville) شهری در ایالت لوئیزیانا کشور ایالات متحده آمریکا است که جمعیت آن در سرشماری سال ۲۰۱۰ میلادی، ۶۳۵ نفر بوده‌است.